# Солёный (Темрюкский район)
Солёный — посёлок в Темрюкском районе Краснодарского края.
Входит в состав Сенного сельского поселения.

## Население
| 2002 | 2010 |
| ---- | ---- |
| 562  | ↘486 |

- ул. Верхняя,
- ул. Набережная,
- ул. Центральная.